# آتشفشان د کویل
آتشفشان د کویل (به لاتین: The Quill) یک کوه و آتشفشان چینه‌ای در هلند است که در جزیره سینت یوستیشس واقع شده است. آتشفشان د کویل ۶۰۱ متر بالاتر از سطح دریا واقع شده است.
نام کویل از واژه هلندی kuil به معنای گودال یا سوراخ گرفته شده است که در ابتدا با اشاره به دهانه آتشفشانی استفاده می‌شد. کویل در سال ۱۹۹۸ دولت آنتیل هلند به عنوان یک پارک ملی تعیین شد. این پارک توسط بنیاد پارک‌های ملی سینت یوستیوس، STENAPA اداره می‌شود، که تعدادی مسیر را برای کوهنوردان در نظر گرفته‌اند.
کویل بین ۲۲۰۰۰ تا ۳۲۰۰۰ سال پیش در جنوب شرقی سینت یوستیوس در هند غربی. جریان آذرآواری تشکیل شد. آخرین فوران شناخته شده، همان‌طور که با قدمت رادیوکربن مشخص شد، حدود ۱۶۰۰ سال پیش رخ داد. این آتشفشان فوران VEI 4 داشت.

## گیاهان و جانوران

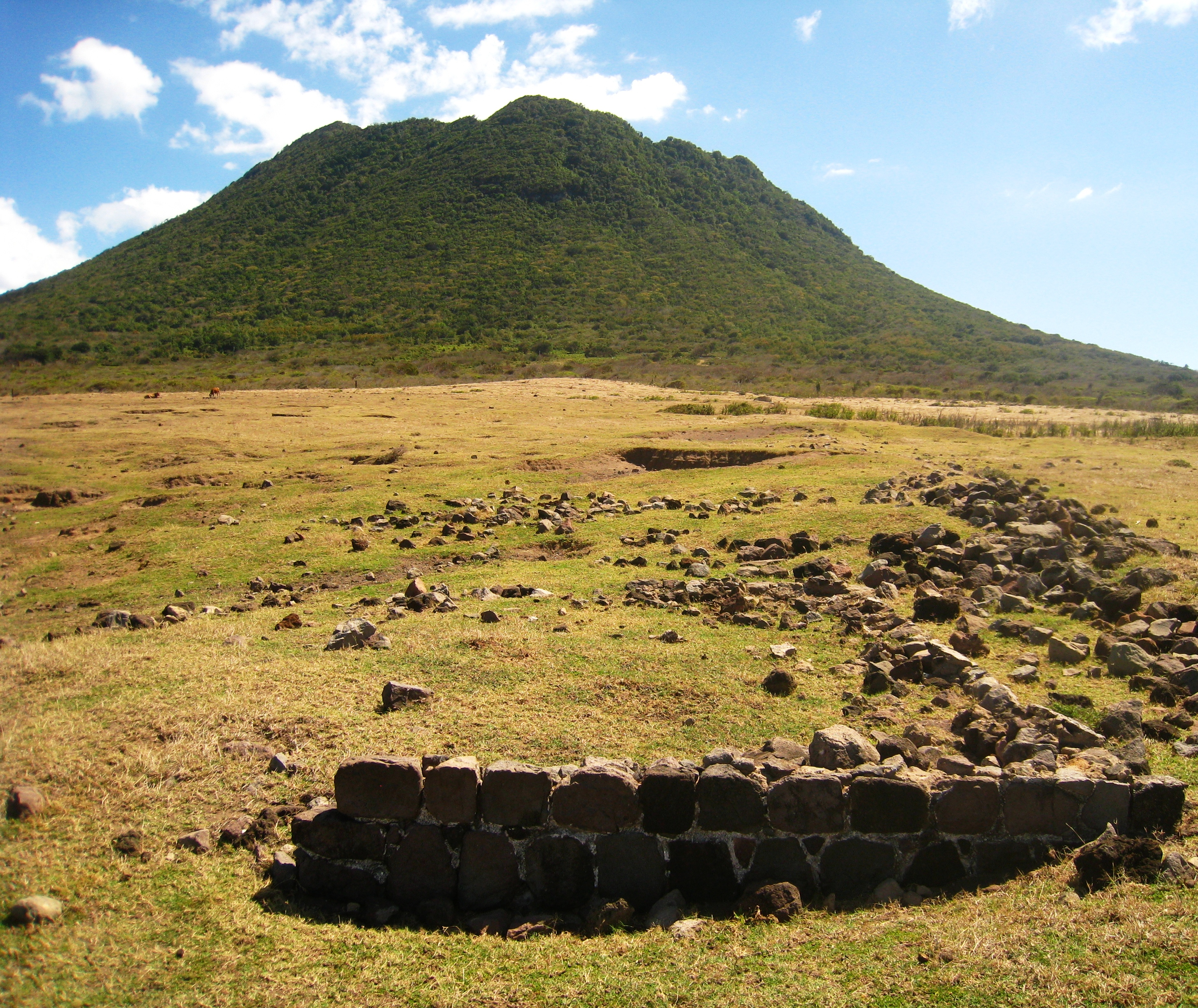
آتشفشان کویل، از خرابه‌های سنت لوئیس دیده می‌شود

دهانه آتشفشان د کویل شامل یک جنگل بارانی سرسبز با درختان و گیاهان استوایی بومی پوشیده شده است. این گیاهان شامل گل‌شیپوریان، سرخس درختی، بگونیا، انجیر، موز پختنی، موز، بروملیاد، چوب ماهون، درخت نان بدون هسته، گیلاس سورینام، بوته زنجبیل و تمشک خوراکی و همچنین حداقل ۱۷ نوع ارکیده از انواع مختلف می‌باشد. گونه‌های جانوری ساکن شامل ایگوانا، آنولان، مارها، خرچنگ کارائیب، پروانه‌ها، پرندگان عجیب و غریب، و گاه بزها و مرغ‌ها هستند.